# Adivije Alibali
Adivije Sharofi Alibali (ur. 22 maja 1934 w Tiranie) – albańska tancerka baletowa i aktorka.

## Życiorys
Córka Haki Sharofiego, dyrektora medresy w Tiranie i Naxhije. Była solistką Państwowego Zespołu Pieśni i Tańca w Tiranie. W 1953 wystąpiła w filmie fabularnym Skanderbeg, w roli Mamiki, siostry Skanderbega. W październiku 1975 została internowana wraz z rodziną przez władze komunistyczne we wsi Labovë k. Gjirokastry, a następnie w Kutalli i zakończyła karierę sceniczną. W 1990 wyszła na wolność. 
Była mężatką (mąż prawnik i dziennikarz Jusuf Alibali zm. 2003), ma syna Agrona